# ノラ (演劇)
ノラ、ノラ舞踊（ノラぶよう）、マノーラなどとして言及される、マノーラー（タイ語: มโนราห์ [th]、Menora、Manora）、ないし、ノーラー（タイ語: โนรา [th]、Nora）は、タイの伝統文化となっている、タイ南部発祥の、演劇、音楽、曲芸的舞踊の要素を含んだパフォーマンス。『ジャータカ』に登場する半女半鳥（キンナラ）の登場人物マノハラの物語から採られたものに似た筋書きに沿った、この種のパフォーマンスは、タイ中部に由来する芸能であるラコーンチャートリー (ละครชาตรี) とも関係がある。ノラには、500年以上の歴史があり、タイ各地の地域的なコミュニティ・センターや、寺院で開かれる市、各種の文化行事などの際に演じられるほか、家庭内や、コミュニティ内の組織、教育機関などを通して、伝承がおこなわれている。
パフォーマンスは、主人公が太鼓などによるゆったりとした音楽に合わせて踊りながら、化粧をして衣装を着るところから始まり、指には特徴的な長い付け爪が付けられる。物語は、太鼓の演奏者と踊り手の対話を軸に進む。
マレーシアにおいては、この種の文化の実演が多神教に関わるものであり、イスラム教の「ハラーム（禁忌）」に当たるとしてクランタン州政府が禁止したため、ノラの実演は急速に衰退した。
2021年、ノラは、国際連合教育科学文化機関 (UNESCO) によって、無形文化遺産のリストに登録された。

## ギャラリー

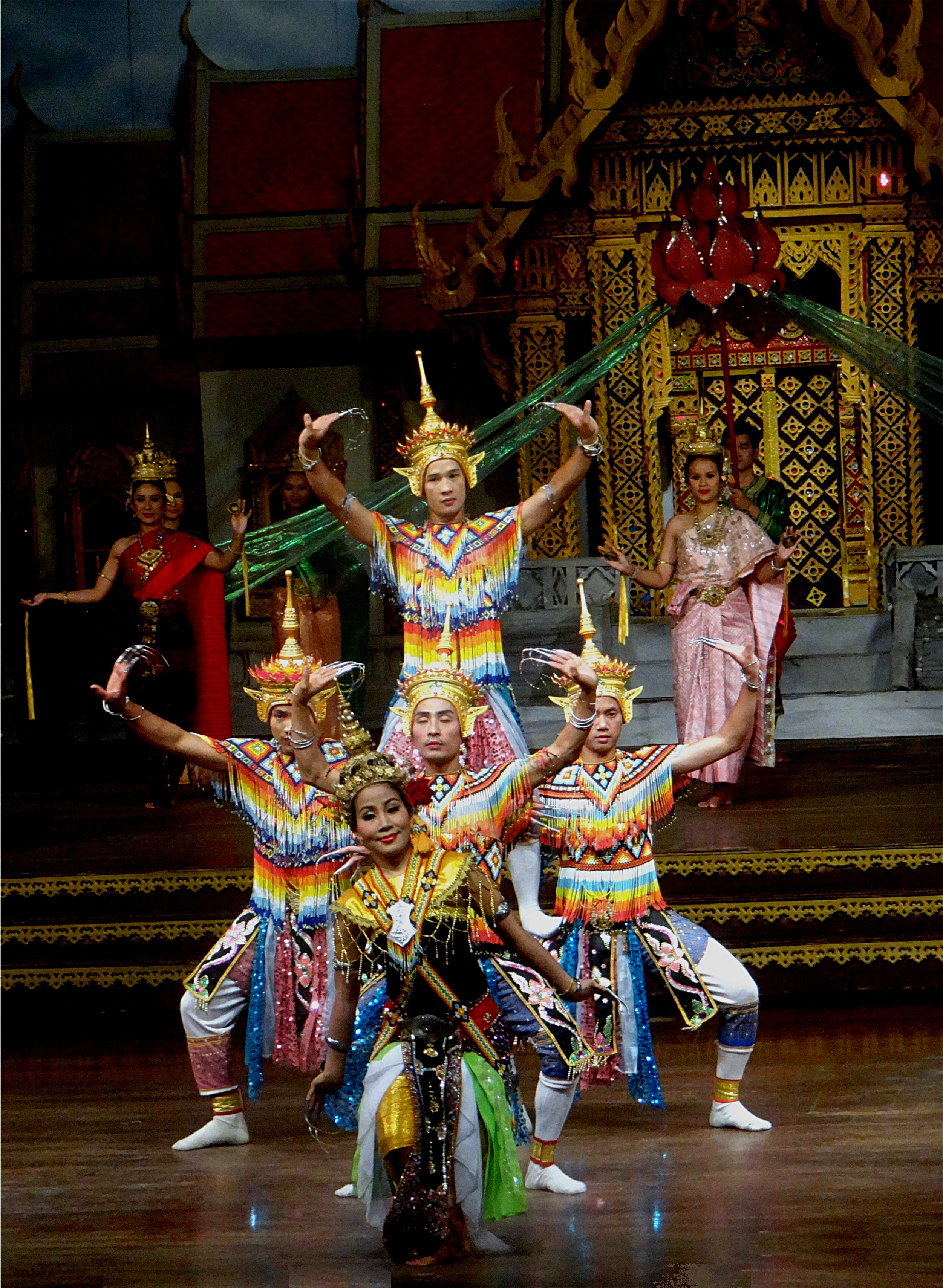
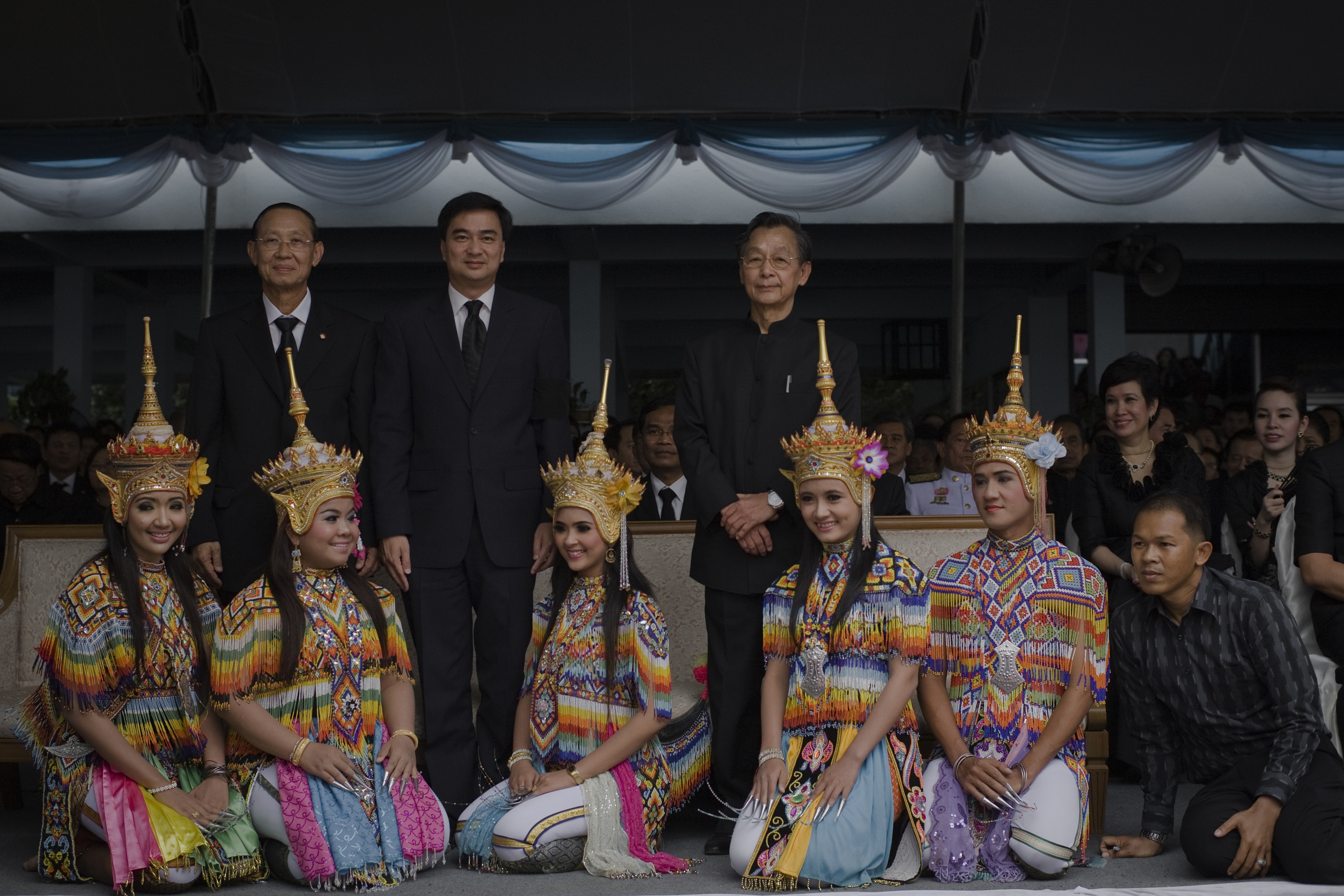
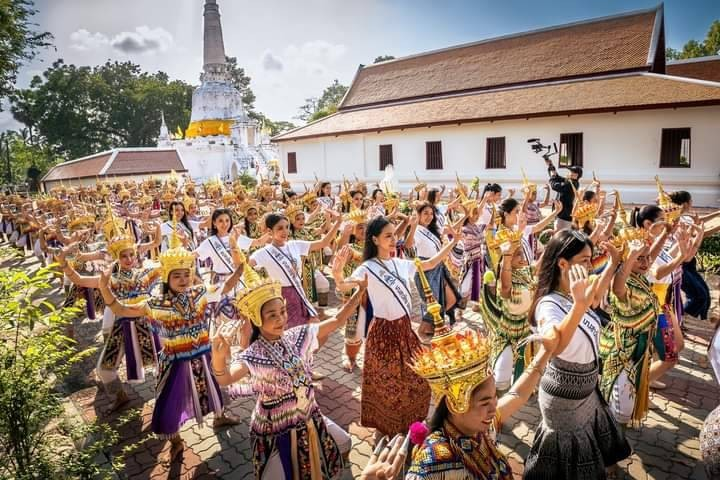
パッタルン県のワット・キエン・バン・ケオにおけるノラ舞踊。
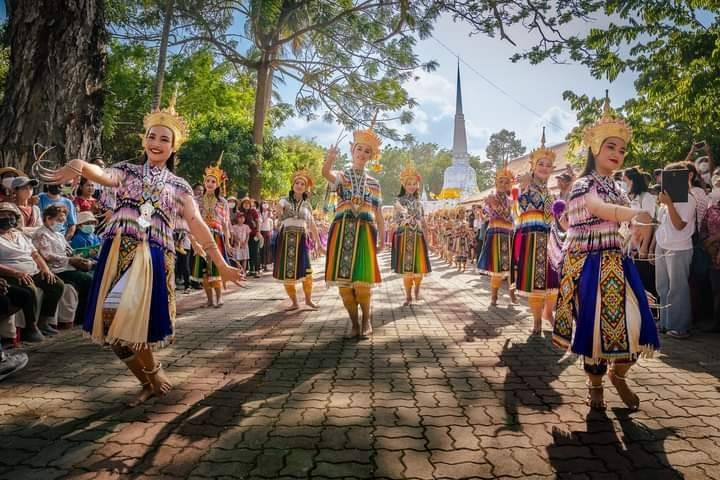
パッタルン県のワット・キエン・バン・ケオにおけるノラ舞踊。
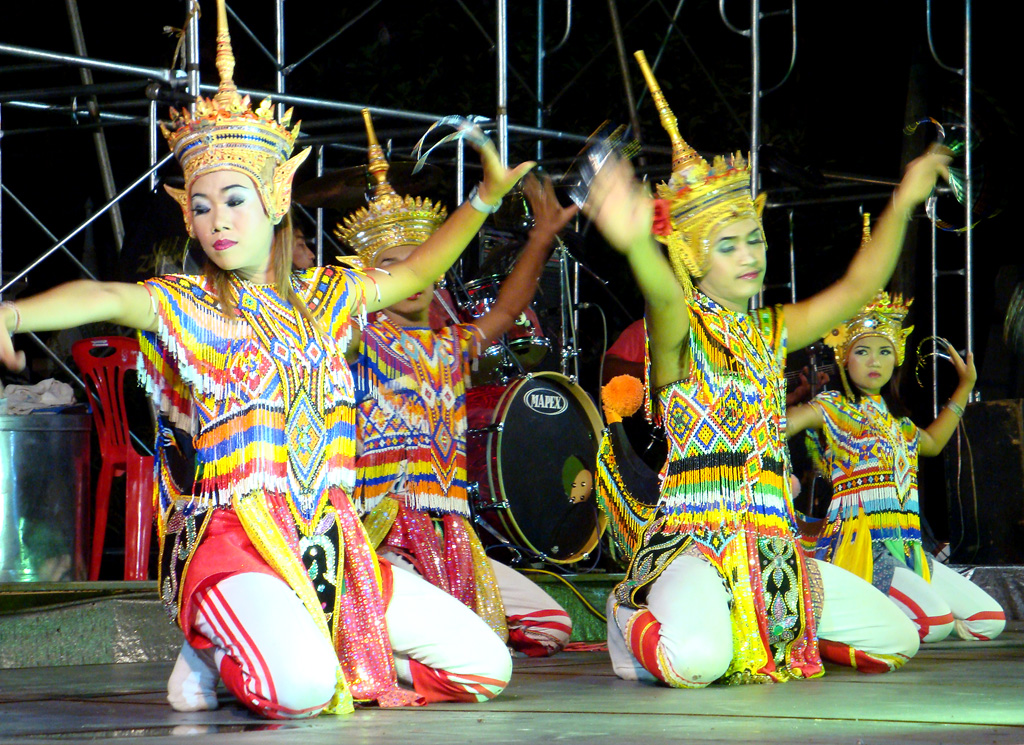
サムイ島の寺の市におけるノラ舞踊。

## 関連文献
- Ginsburg, Henry D. (1972). “The Menora dance-drama: an introduction”. Journal of the Siam Society 60 (2):  169–181.
- Hemmet, Christine (1992). “Le Nora du sud de la Thaïlande: un culte aux ancêtres”. Bulletin de l'École française d'Extrême-Orient 79 (2):  261–282. doi:10.3406/befeo.1992.1881. JSTOR 43731384.
- Kershaw, Roger (1982). “A Little Drama of Ethnicity: Some Sociological Aspects of the Kelantan Manora”. Southeast Asian Journal of Social Science 10 (1):  69–95. doi:10.1163/156853182X00056. JSTOR 24490909.
- “CORRIGENDA: A Little Drama of Ethnicity: Some Sociological Aspects of the Kelantan Manora”. Southeast Asian Journal of Social Science 10 (2):  118. (1982). doi:10.1163/156853182X00191. JSTOR 24490818.
- Plowright, Poh Sim (November 1998). “The Art of Manora: an Ancient Tale of Feminine Power Preserved in South-East Asian Theatre”. New Theatre Quarterly 14 (56):  373–394. doi:10.1017/S0266464X00012458.
- Sheppard, Mubin (1973). “MANORA in KELANTAN”. Journal of the Malaysian Branch of the Royal Asiatic Society 46 (1 (223)):  160–170. JSTOR 41492072.
- Simmonds, E. H. S. (1967). “'Mahōrasop' in a Thai Manōrā Manuscript”. Bulletin of the School of Oriental and African Studies, University of London 30 (2):  391–403. doi:10.1017/S0041977X00062297. JSTOR 611002.
- Simmonds, E. H. S. (1971). “'Mahōrasop' II: The Thai National Library Manuscript”. Bulletin of the School of Oriental and African Studies, University of London 34 (1):  119–131. doi:10.1017/S0041977X00141618. JSTOR 614627.
- Sooi-Beng, Tan (1988). “The Thai 'Menora' in Malaysia: Adapting to the Penang Chinese Community”. Asian Folklore Studies 47 (1):  19–34. doi:10.2307/1178249. JSTOR 1178249.